# Hans-Wagner-Medaille

Hans-Wagner-Medaille

Die Hans-Wagner-Medaille ist eine philatelistische Auszeichnung und wurde vom Verein für Briefmarkenkunde in Mainz 1885 gestiftet, um die Verdienste von Hans Wagner zu ehren. Diese Medaille erhielten seit 1909 Vereinsleiter und Forscher für hervorragende philatelistische Betätigung. Sie wird alle drei Jahre verliehen und ist bisher die repräsentativste Auszeichnung auf philatelistischem Gebiet.

## Preisträger
1. 1910 Ludwig König, Kiel
2. 1913 Geh. Justizrat Emil Pauli, Berlin
3. 1913 Ernst Vicenz, Hamburg
4. 1918 Victor Suppantschitsch, Wien
5. 1920 Hugo Krötzsch, Leipzig
6. 1925 Arthur Ernst Glasewald, Gössnitz
7. 1928 Ludwig Hesshaimer, Wien
8. 1931 Erich Stenger, Berlin
9. 1935 August Stapf, Wörrstadt
10. 1938 Hans von Rudolphi, Berlin
11. 1941 Baurat Alfred Luce, Eschbom
12. 1947 Franz Kalckhoff, Einbeck
13. 1947 Arthur Schröder, Clieve bei Lippstadt
14. 1950 Konsul Hermann Deninger, Frankfurt/Main
15. 1953 Richard Renner, Hamburg
16. 1956 Otto Nicodemus, Frankfurt/Main
17. 1959 F. W. Gerhard Schmidt, Berlin
18. 1962 Bankdirektor a. D. Fritz Fasse, Mainz
19. 1965 Alois Bögershausen, Wuppertal
20. 1968 Carlo Buerose, Frankfurt/Main
21. 1971 Rechtsanwalt Wilhelm Kähler, Lübeck
22. 1975 Rudolf Hanfland, Landstuhl
23. 1978 Hans A. Weidlich, Baden-Baden
24. 1981 Joachim Frey, Frankfurt am Main
25. 1985 Heinz Jaeger, Lörrach
26. 1989 Emil W. Mewes, Düsseldorf
27. 1992 Peter Fischer, Berlin
28. 1995 August Wahn, Heilbronn
29. 1999 Konsul Hermann W. Sieger, Lorch/Württ.
30. 2004 Reiner Wyszomirski, Langen
31. 2011 Eckart Bergmann, Arnstad[1]
32. 2017 Wolfgang Maassen[2]